# Z Pyxidis
Z Pyxidis är en pulserande variabel av Mira Ceti-typ (M) i stjärnbilden  Kompassen.
Stjärnan har en visuell magnitud som varierar mellan +10,2 och 15,0 med en period av 234 dygn.